# John de Clinton, 2. Baron Clinton
John de Clinton, 2. Baron Clinton (* um 1300; † Februar 1335) war ein englischer Adliger und Politiker.

## Leben
John de Clinton war ein Sohn des gleichnamigen 1. Barons Clinton, der in Warwickshire auf dem Gut Maxstoke ansässig war, und von Ida de Odingsells. Beim Tod seines Vaters 1310 war er noch minderjährig. Während des sogenannten Despenser War kämpfte er 1322 in der königlichen Armee in der Schlacht bei Boroughbridge gegen die Rebellen unter Thomas Plantagenet, 2. Earl of Lancaster. Vor 1324 wurde er zum Ritter geschlagen. Am 27. Januar 1331 wurde er durch Writ of summons als Baron Clinton in das Parlament berufen. Er nahm auch an den nächsten Parlamenten teil, bis der writ of summons vom 1. April 1335 mit dem Vermerk mortuus est zurückgesandt wurde.
John de Clinton heiratete vor dem 24. Februar 1329 Margery Corbet, eine Tochter von Sir William Corbet aus Worcestershire. Er hatte mit ihr mindestens zwei Kinder:
- Ida de Clinton ⚭ Baldwin de Freville
- John de Clinton (um 1325–1398)

Sein Erbe wurde sein Sohn John.